# پاکور دوم (شاه پارس)
پاکور دوم (به زبان پارتی: 𐭐𐭊𐭅𐭓) در سده یکم میلادی شاه پارس، یک دولت خراجگزار شاهنشاهی اشکانی، بود.